# Detlef Buder
Detlef Buder (* 21. September 1946 in Nienburg/Weser) ist ein deutscher Politiker (SPD).
Er war 2005–2009 Vorsitzender des Petitionsausschusses des Landtages von Schleswig-Holstein.

## Leben und Beruf
Nach einer Ausbildung zum Industriekaufmann bei der Firma Dr.-Ing. Hell begann Buder 1970 ein Studium für das Lehramt an Grund- und Hauptschulen an der Pädagogischen Hochschule (PH) in Kiel, welches er 1975 als Diplom-Pädagoge beendete. Anschließend war er als Lehrer in Heide tätig. 1983 wurde er auch für das Lehramt an Realschulen zugelassen. Nach einer Abordnung an die PH Kiel von 1980 bis 1984 war er von 1984 bis 2005 Lehrer an der Klaus-Groth-Schule in Heide.
Detlef Buder ist verheiratet und hat eine Tochter.

## Partei
Buder gehörte von 1985 bis 2005 dem Vorstand des SPD-Kreisverbandes Dithmarschen an, davon mehrere Jahre als Kreisvorsitzender. Von 2003 bis 2007 war er stellvertretender Landesvorsitzender der SPD in Schleswig-Holstein.

## Abgeordneter
Buder gehörte von 1970 bis 1974 der Gemeindevertretung von Klausdorf an und ist seit 1984 Gemeindevertreter in seinem Wohnort Büsum. Buder ist außerdem Mitglied des Kreistages des Kreises Dithmarschen.
Von 2005 bis 2012 war er Mitglied des Landtages von Schleswig-Holstein und in der 16. Legislaturperiode (2005–2009) Vorsitzender des Petitionsausschusses.
Detlef Buder ist 2005 und 2009 über die Landesliste der SPD in den Landtag eingezogen.